# شهرستان آداموفسکی
شهرستان آداموفسکی (به لاتین: Adamovsky District) یک شهرستان در روسیه است که در استان اورنبورگ واقع شده‌است.